# Амирасланов, Эмин
Эми́н Амирасла́нов (азерб. Emin Əmiraslanov; 14 сентября 1982, Баку, Азербайджанская ССР, СССР) — азербайджанский футболист, амплуа — полузащитник.

## Клубная карьера
Защищал цвета клубов азербайджанской премьер-лиги «Шахдаг», «Баку» и «Гянджларбирлийи» из Сумгаита
В сезоне 2008/09 играл за «Мугань» из города Сальяны под № 13.
С 2011 играет за клубы 1-й лиги чемпионата Азербайджана по футболу.